# Groningen (Minnesota)
Groningen is een plaats (gemeentevrij gebied) in de Amerikaanse staat Minnesota, en valt bestuurlijk onder Pine County.
De plaats is vernoemd naar de gelijknamige provincie in Nederland. De gemeenschap heette oorspronkelijk Miller Station, vervolgens Belknap (1877-1881) en ten slotte Groningen.